# Asura Cryin’
Asura Cryin’ (jap. アスラクライン Asura Kurain) – seria light novel autorstwa Gakuto Mikumo, wydawana nakładem wydawnictwa ASCII Media Works od 25 lipca 2005 do 10 lutego 2010.
Na podstawie light novel powstała adaptacja w formie mangi oraz telewizyjnego serialu anime, który doczekał się dwóch 13-odcinkowych sezonów.

## Fabuła
Trzy lata po katastrofie lotniczej, w której zginęła Misao Minakami, a Tomoharu Natsume został poważnie ranny, główny bohater rozpoczyna naukę w liceum oraz wprowadza się do Meiou-tei – rezydencji należącej do nieco zwariowanego staruszka – Uzumasy Shioizumi, a opłacanej przez brata Tomoharu – Naotakę, który studiuje za granicą. Pewnego dnia w Meiou-tei zjawia się Shuri Kurosaki, która daje Tomoharu tajemniczą walizkę, która doprowadza do nocnego włamania do domu głównego bohatera. Włamywaczem jest piękna dziewczyna w szatach kapłanki shintō, jak się później okazuje Kanade Takatsuki – córka prezesa grupy zarządzającej większością miasta. Wkrótce wokół Tomoharu zaczynają się dziać dziwne rzeczy. Kluczem do wszystkiego okazuje się być dziwna walizka, w której posiadanie wszedł główny bohater.

## Słowniczek pojęć
- Ekstraktor – walizka, którą wykorzystuje się do wiązania się człowieka z Asura Machiną i poświęcania dusz na lalki pogrzebowe.
- Asura Machina – wielki humanoidalny robot zasilany energią duszy.
- Handler – właściciel Asura Machiny.
- Lalka pogrzebowa – ofiara dla Asura Machiny, zasila ją do momentu wyczerpania energii, po czym bezpowrotnie przepada, zazwyczaj jest blisko związana z Handlerem.
- Demon – człowiek, który w wyniku otwarcia się portalu do innego świata lub podróży pomiędzy światami zdobył nadnaturalne moce, bądź potomek takiej osoby.
- Kontraktor – człowiek zawierający umowę z demonem, w wyniku której powstaje chowaniec.
- Chowaniec – żywy symbol więzi między kontraktorem i demonem, przyjmujący postać zwierzęcia o nadnaturalnych zdolnościach.
- Asura Cryin' – handler posiadający chowańca, mogący wzmacniać swoją Asura Machinę mocą demona.
- Pierwszy Świat – świat, którego pozostałości są okresowo znajdowane w jaskiniach oraz miejsce, w którym powstały Asura Machiny.
- Drugi Świat – świat, w którym rozgrywa się większa część akcji.
- Trzeci Świat – świat, który pragnął stworzyć Tokiya, by uzyskać możliwość życia z tymi, którzy umarli w Drugim Świecie.

## Bohaterowie

### Protagoniści
- Tomoharu Natsume – główny bohater serii, handler Kurogane, później kontraktor Kanade Takatsuki i Asura Cryin’.
- Misao Minakami – duch przyjaciółki Tomoharu, lalka pogrzebowa Kurogane.
- Kanade Takatsuki – demon, ukochana Tomoharu, z którą zawarł umowę.
- Ania Fortuna – demon pożerający szczęście, przyjaciółka Tomoharu, która po przejściu do Pierwszego Świata stworzyła Asura Machiny.
- Yukari Kurosaki – przyjaciółka głównych bohaterów, podająca się za swoją siostrę bliźniaczkę – Shuri, jest cyborgiem posiadającym pokaźny arsenał ukryty w kończynach.

### Antagoniści
- Takaya Kagakagari – główny antagonista pierwszego sezonu, Asura Cryin', w drugim sezonie pomaga Tomoharu, jednak po utracie demona i lalki pogrzebowej popada w depresję.
- Tokiya Kagayaki – główny antagonista drugiego sezonu, Asura Cryin', wykorzystuje jednostronną miłość Toru Kitsutaki do własnych celów, ostatecznie czyniąc ją swoją lalką pogrzebową, przegrywa końcową walkę z Tomoharu i odwzajemnia uczucie Toru, z którą pozostaje.
- Pierwsza Rada Uczniowska – organizacja, która postawiła sobie za cel uchronienie świata przed zagładą, wierzą, że Asura Cryin’ jest ich naturalnym wrogiem i za wszelką cenę starają się uniemożliwić Tomoharu kontrakt z Kanade.
- Druga Rada Uczniowska – ze względu na zamiłowanie do pieniędzy, stają niekiedy na drodze Tomoharu, lecz ostatecznie pomagają mu.

### Asura Machiny
- Kurogane – posiada moc kontrolowania grawitacji, siostrzana jednostka Shirogane.
- Shirogane – posiada moc kontrolowania przestrzeni, siostrzana jednostka Kurogane.
- Hagane – posiada moc całkowitego kontrolowania czasu i przestrzeni oraz podróżowania między światami.
- Kurogane Kai – hybryda Kurogane i Shirogane, posiada moce identyczne z Hagane.
- Hisui – posiada moc tworzenia lodu i zamrażania.
- Rhodonite – posiada moc zatrzymywania czasu dla swoich ofiar.